# Cantrainea inexpectata
Cantrainea inexpectata is een slakkensoort uit de familie van de Colloniidae. De wetenschappelijke naam van de soort is voor het eerst geldig gepubliceerd in 1979 door B.A. Marshall.